# اوسکولکوو
اوسکولکوو (به لاتین: Oskolkovo) یک منطقهٔ مسکونی در روسیه است که در سرزمین آلتای واقع شده‌است.